# Vilaja
Vilaja je planina u Dalmaciji, oko 10 km sjeverozapadno od Trogira. Pruža se u dinarskom smjeru (sjeverozapad–jugoistok).
Vrhovi Vilaje su (od zapada prema istoku): Bulina greda (648 m), Metlica (719), najviši Crni vrh (739 m) i Sirišćak (705 m). Na Crnom vrhu se nalazi betonski trigonometrijski stup.
Sjevernim podnožjem vodi cesta D58 Ražine–Vrpolje–Boraja–Seget Gornji–Trogir, a južnim D8 Primošten–Kruševo–Trogir. Građena je od vapnenca (krš). Suhe doline su obrasle primorskom makijom. Na prisojnim padinama uzgaja se vinova loza (babić).
S vrha se pruža zanimljiv vidik na Dinaru, Svilaju, Kamešnicu, Biokovo, Mosor, Kozjak, Opor, Labišticu i živopisna zagorska sela u podnožju, Bristivica na jugu, Prapatnica na istoku i Ljubitovica na sjeveru.
Prema zapadu na Vilaju se nastavljaju obronci Boraje, a na istočnoj strani cesta ju dijeli od vrha Labištice (701 m), koji je prepoznatljiv po TV odašiljaču, dok se južni obronci spuštaju prema obali Trogirskog zaljeva.